# Jurij Vascsuk
Jurij Vascsuk vagy ismertebben, művésznevén Teo (fehéroroszul: Юрый Вашчук; Szovjetunió, ma Fehéroroszország, 1983. január 24. — ) fehérorosz énekes-dalszerző.

## Karrier

### Eurovíziós Dalfesztivál
Teo képviselte Fehéroroszországot a 2014-es Eurovíziós Dalfesztiválon, a dán fővárosban, Koppenhágában. Versenydalát, a Cheesecake-et (magyarul: Sajttorta) 2014. január 10-én választották ki az EuroFest nevű nemzeti döntőn. Korábban már kétszer is részt vett a hazai válogatón. 2009-ben Anna Blagovával énekelték a Behind című dalt, itt még a Jurij Vascsuk név alatt. Majd a 2012-es Eurovíziós Dalfesztivál fehérorosz nemzeti döntőjében Anasztaszija Vinnyikava Shining In Twilight című dalának a társszerzőjeként volt jelen. Az énekesnő a 2011-es Eurovíziós Dalfesztiválon képviselte hazáját, de ezúttal még a nemzeti döntő fináléjába sem jutott be.
Teo 2014. május 8-án, a dalfesztivál második elődöntőjében lépett fel, innen továbbjutott döntőbe, ahol a 16. helyen végzett.